# Wincenty Staśkiewicz
Wincenty Staśkiewicz (ur. 19 lipca 1933 w Strzałkach) – twórca ludowy, wycinankarz, jeden z nielicznych mężczyzn w Puszczy Zielonej zajmujący się tym rękodziełem.

## Życiorys
Wychował się we wsi Strzałki koło Kadzidła. Pochodzi z rodziny Staśkiewiczów, w której jest wielu znanych artystów (Stanisława Olender, Stanisława Dawid, Czesława Kaczyńska). Jest żonaty z Cecylią z d. Orzeł z Czarnotrzewia.
Początkowo wzorował się na wycinankach innych osób, najczęściej z rodziny, później rozbudował własny styl. Tworzy: leluje, drzewka, gwiazdy, ptaki. Pisze pisanki. Współpracował ze Spółdzielnią Rękodzieła Ludowego i Artystycznego „Kurpianka” w Kadzidle. W latach 1950–1962 przekazywał „Kurpiance” swoje dzieła. W 1994 dołączył do Oddziału Kurpiowskiego Stowarzyszenia Twórców Ludowych. Należy do Związku Kurpiów.
Włączał się w konkursy regionalne o zasięgu ogólnopolskim, takie jak: XXX Konkurs Gawędziarzy, Instrumentalistów, Śpiewaków Ludowych, Drużbów i Starostów Weselnych „Sabałowe Bajania” w Bukowinie Tatrzańskiej, Ogólnopolski Konkurs „Współczesna Sztuka Ludowa” w Lublinie. Jego wycinanki doceniono w konkursie „Jan Paweł II w sztuce” w Krakowie, konkursie „Wycinanka ludowa województwa warszawskiego” zrealizowanym przez Wydział Kultury i Sztuki Urzędu Wojewódzkiego w Warszawie oraz na wystawie „Wycinanka kurpiowska Puszczy Białej i Zielonej” w Muzeum Kultury Kurpiowskiej w Ostrołęce. Bierze udział w Konkursie „Artystyczne Rękodzieło Wsi Kurpiowskiej” w Myszyńcu, w „Miodobraniu Kurpiowskim” oraz imprezie „Śladami Kurpiów” organizowanej przez Centrum Kultury Kurpiowskiej w Kadzidle.
W 2015 dostał Nagrodę Kolberga i nagrodę od wójta gminy Kadzidło.